# Баттеруорт, Джез
Джереми «Джез» Баттеруорт (англ. Jeremy «Jez» Butterworth) — английский сценарист, продюсер и режиссёр кино и телевидения. Он пишет сценарии в сотрудничестве со своими братьями, Джоном-Генри и Томом.

## Жизнь и карьера
Баттеруорт родился в Лондоне, Англии, и поступил в Веруламскую школу, Сент-Олбанс и Кембриджский колледж Святого Иоанна. Его брат Стив является продюсером, а его братья, Том и Джон-Генри, также являются сценаристами.
Главным влиянием на работу Баттеруорта послужил лауреат Нобелевской премии по литературе Гарольд Пинтер: «Я знаю и чрезвычайно восхищаюсь Гарольдом Пинтером. Он сильно влияет на меня. Беседы с ним вдохновили мою работу.»
Главным успехом Баттеруорта была его пьеса «Моджо» (которую он представил в театре «Ройал-Корт» в 1995 году). За неё он выиграл премии «Лоренса Оливье», «Вечерний стандарт» и «Джорджа Дивайна». Баттеруорт написал сценарий и снял кино-адаптацию «Моджо», которая была выпущена в 1997 году. В это фильме снялся Гарольд Пинтер. Он был режиссёром и сосценаристом вместе с братом Томом фильма «Именинница» (2001), где продюсером был его брат Стив, а в главной роли снялась Николь Кидман.
Его пьеса «Салон песен» была открыта «восторженными отзывами» в Театре «Atlantic Theatre Company» в марте 2008 года.
Джез Баттеруорт и Джон-Генри Баттеруорт были названы получателями Премии Пола Селвина от Гильдии сценаристов Западного США за их сценарий к фильму «Игра без правил» (2010), снятый Дагом Лайманом и с Наоми Уоттс и Шоном Пенном в главных ролях.

## Фильмография

### Кинематограф
| Год  | Фильм                         | Режиссёр | Сценарист | Продюсер       | Примечания                  |
| ---- | ----------------------------- | -------- | --------- | -------------- | --------------------------- |
| 1997 | Моджо                         | Да       | Да        |                | На основе собственной пьесы |
| 2001 | Именинница                    | Да       | Да        |                |                             |
| 2007 | Последний легион              |          | Да        |                |                             |
| 2010 | Игра без правил               |          | Да        | Да             |                             |
| 2012 | Чистая дорога впереди         |          | Да        |                | Короткометражный            |
| 2014 | Грань будущего                |          | Да        |                |                             |
| 2014 | Джеймс Браун: Путь наверх     |          | Да        | Исполнительный |                             |
| 2015 | Чёрная месса                  |          | Да        |                |                             |
| 2015 | 007: Спектр                   |          | Да        |                |                             |
| 2019 | Ford против Ferrari           |          | Да        |                |                             |
| 2021 | Фальшивомонетчик              |          | Да        |                |                             |
| 2023 | Индиана Джонс и Колесо судьбы |          | Да        |                |                             |
| TBA  | Грань будущего 2              |          | Да        |                |                             |

### Телевидение
| Год(ы)     | Название            | Сценарист      | Исполнительный продюсер | Примечания                                                                           |
| ---------- | ------------------- | -------------- | ----------------------- | ------------------------------------------------------------------------------------ |
| 1993       | Ночь золотого мозга | Да             |                         | Телефильмы                                                                           |
| 1996       | Рождество           | Да             |                         | Телефильмы                                                                           |
| 2018-2021. | Британия            | Создатель / Да | Да                      | Создатель, шоураннер и исполнительный продюсер (27 эпизодов) Сценарист (13 эпизодов) |
| TBA        | Млекопитающие       | Да             | Да                      | 6 эпизодов                                                                           |

| Год  | Название                  | Роль                            | Примечания                       |
| ---- | ------------------------- | ------------------------------- | -------------------------------- |
| 1994 | Так преследовать меня     | Джон                            | 3 эпизода                        |
| 1994 | Чандлер и компания        | Адам Харпер                     | Эпизод: "Те, кто преступают нас" |
| 1995 | Чисто английское убийство | Студент юридического факультета | Эпизод: "Уход за собой"          |

## Театральные пьесы
| Год  | Название         | Примечания                                                                           |
| ---- | ---------------- | ------------------------------------------------------------------------------------ |
| 1995 | Моджо            | Премия Лоренса Оливье, в 1997 году адаптировал пьесу в сценарий и снял по нему фильм |
| 1995 | Гигант           | В 2010 Бен Миллер и Саймон Годли адаптировали эту пьесу в сценарий                   |
| 2002 | Ночная цапля     |                                                                                      |
| 2006 | Винтерлинг       |                                                                                      |
| 2008 | Салонная песня   |                                                                                      |
| 2009 | Иерусалим        |                                                                                      |
| 2012 | Река             |                                                                                      |
| 2017 | Паромщик         | Премия Лоренса Оливье, Премия «Тони»                                                 |
| 2023 | Холмы Калифорнии |                                                                                      |

## Экранизация пьесы Баттеруорта (без его участия в съёмках)
- 2010 - Гигант